# China United Airlines

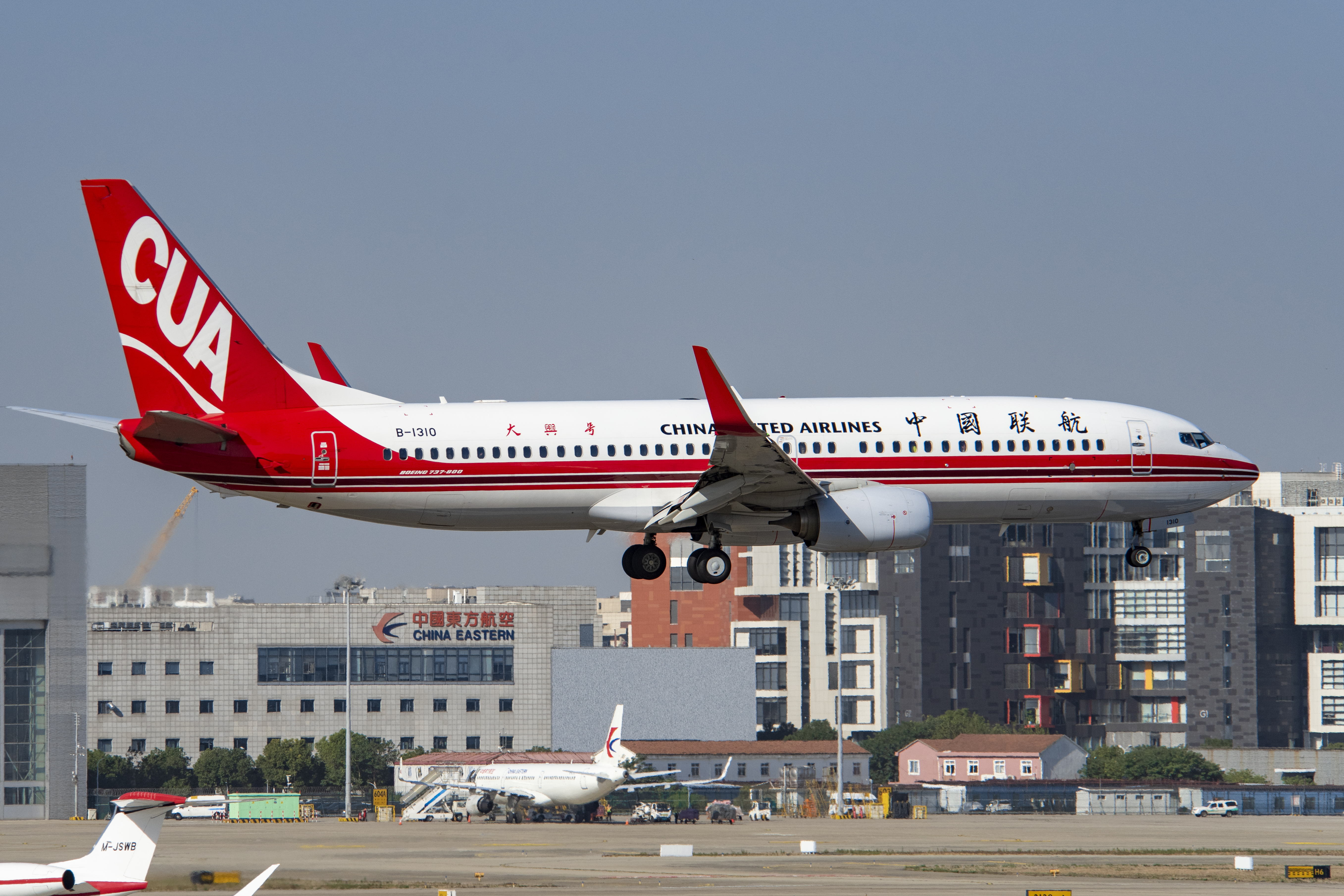
Boeing 737-800 de China United Airlines

China United Airlines Co., Ltd. (中国联合航空有限公司/Zhōngguó Liánhé Hángkōng Yǒuxiàngōngsī) est une compagnie aérienne dont le siège est situé à Pékin, en Chine. Elle propose des vols commerciaux réguliers et des vols charters, et était l'unique compagnie à utiliser l'Aéroport de Beijing Nanyuan.

## Histoire
China United Airlines est fondée en 1986, en tant que branche de transport civil de l'Armée populaire de libération. En novembre 2002, les vols commerciaux sont arrêtés, à la suite de la décision du gouvernement d'interdire l'Armée d'être impliquée dans l'activité commerciale[réf. nécessaire]. Le 4 juin 2005, l'Administration de l'Aviation Civile de Chine autorise la relance de la compagnie aérienne, Shanghai Airlines détenant 80 % du capital[réf. souhaitée].
Bien que coupée de son passé militaire, la compagnie aérienne est autorisée à utiliser des bases militaires, contrairement aux autres compagnies aériennes nationales[réf. nécessaire].

## Flotte

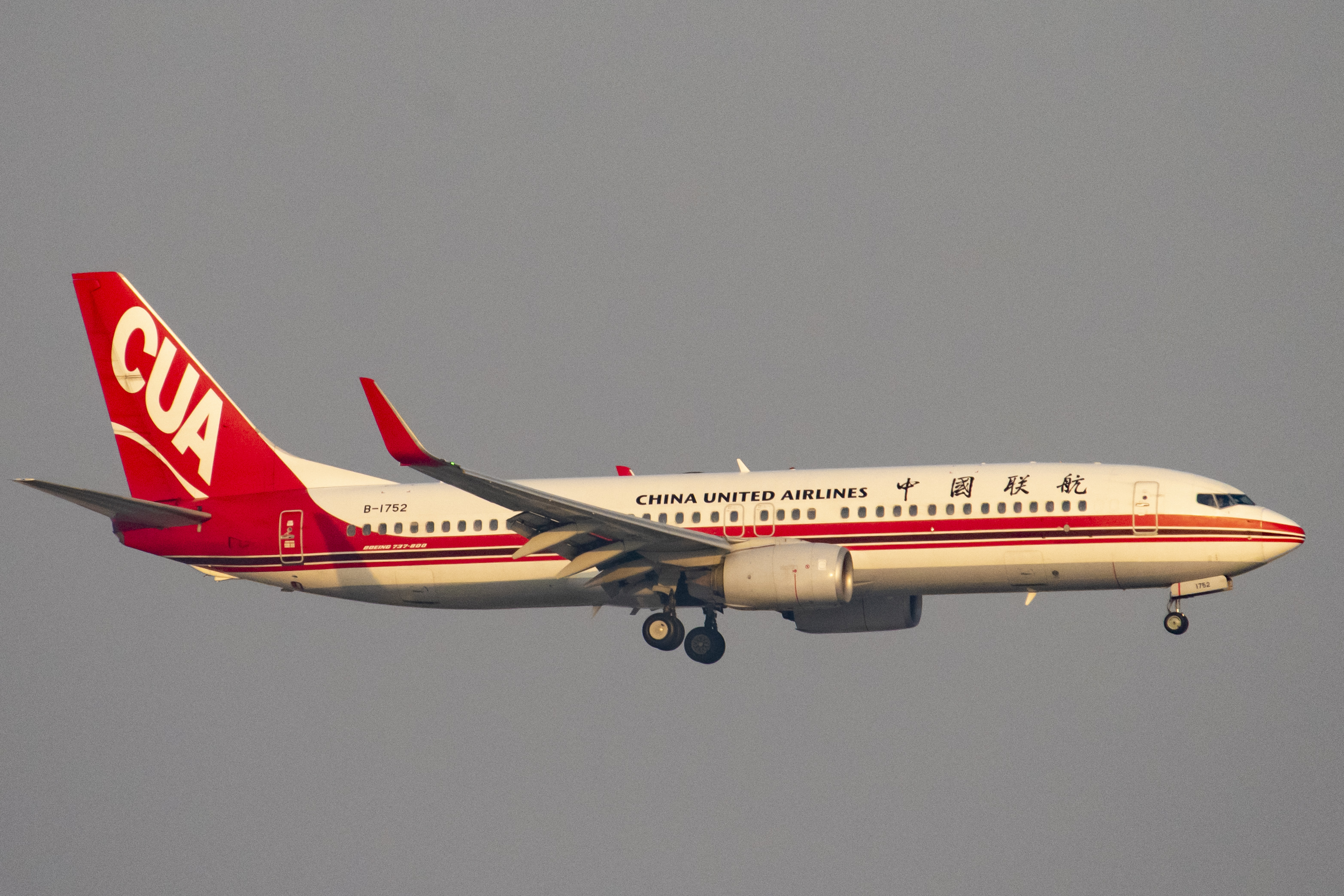
Un Boeing 737-800 de la flotte

En octobre 2020, les appareils suivants sont en service au sein de la flotte de China United Airlines:

## Photos

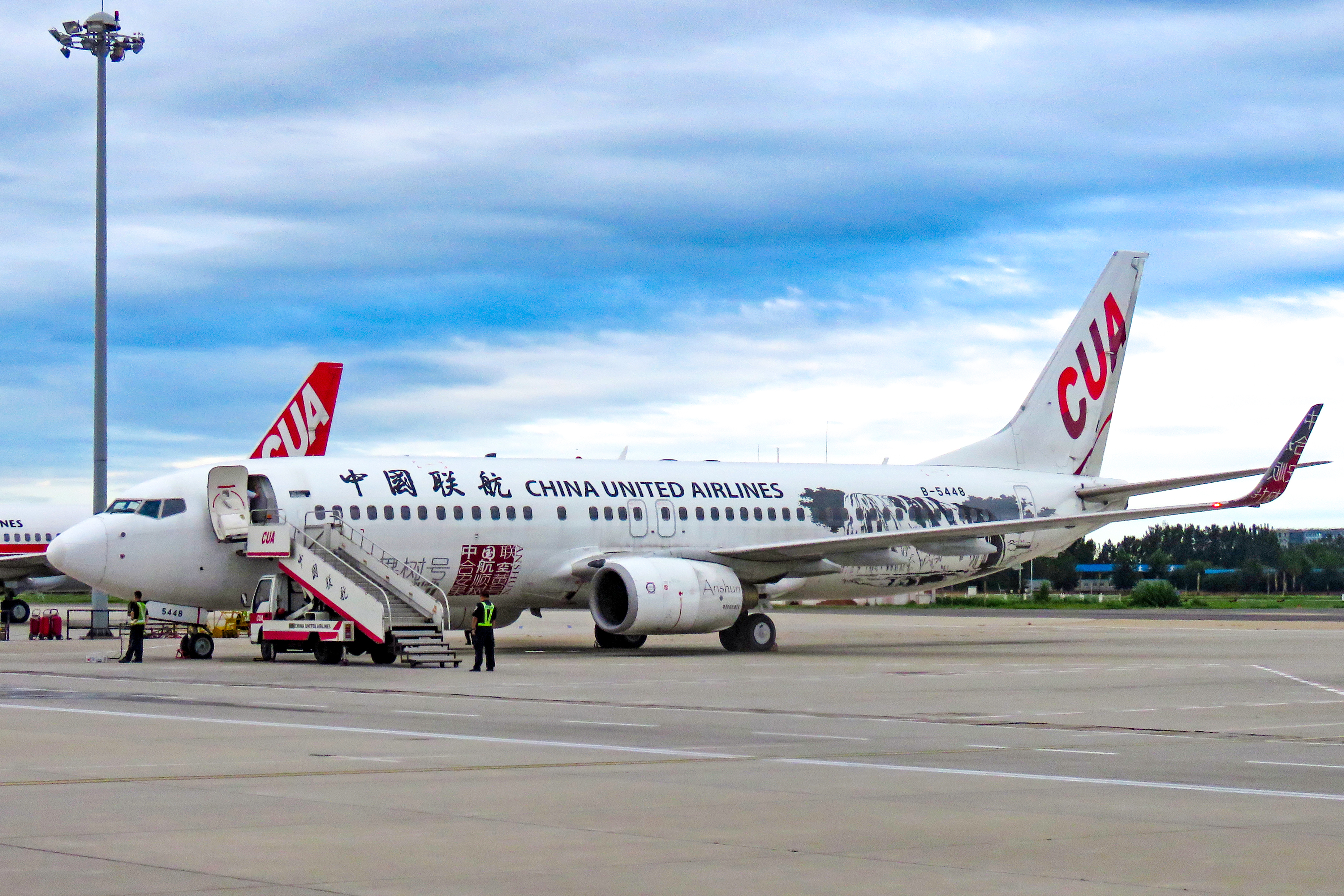
Livrée spéciale "Anshun Huangguoshu Waterfalls"
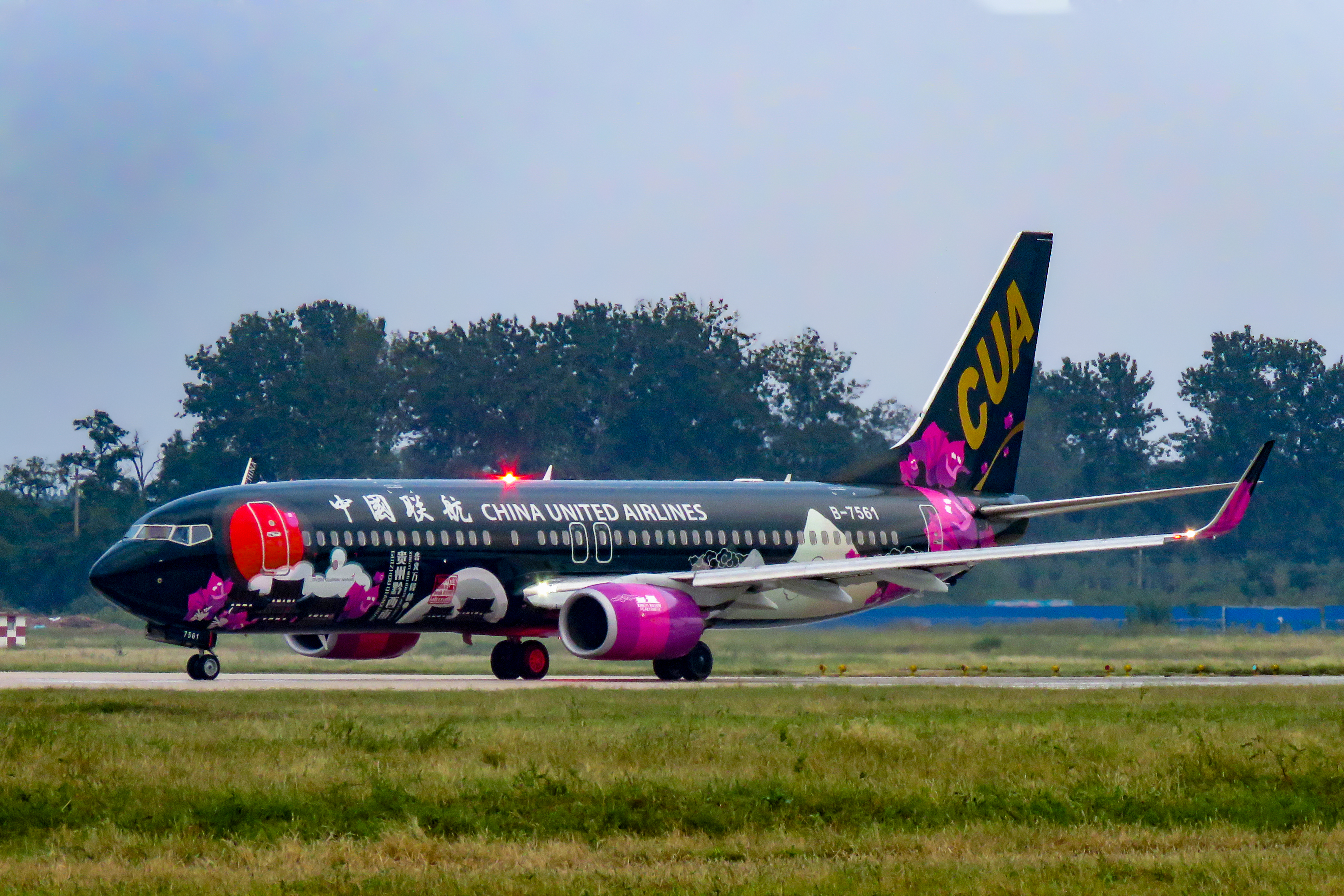
Livrée spéciale "Xingyi Million Peak Forest"
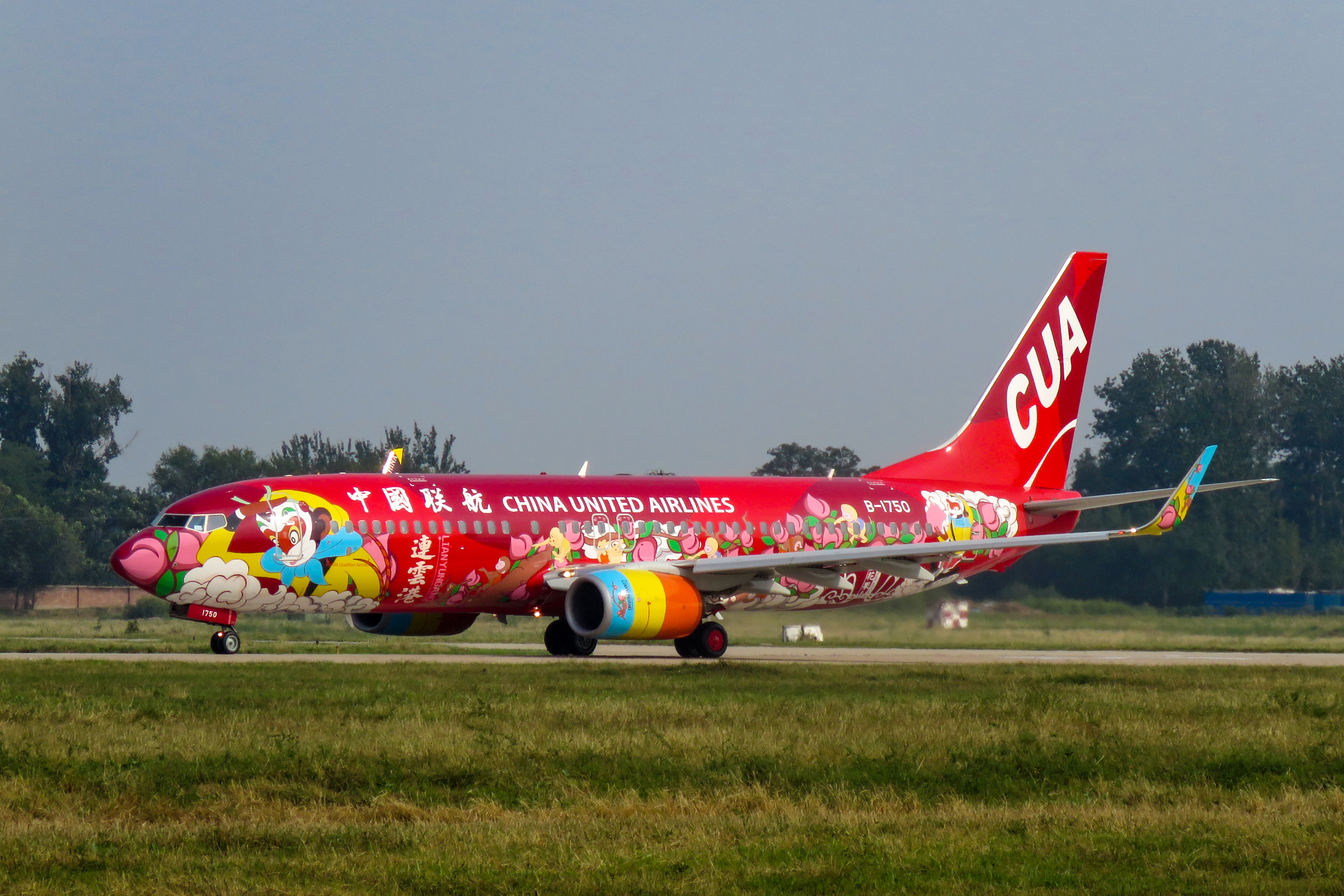
Livrée spéciale "Lianyungang - Flower and Fruit Hill"
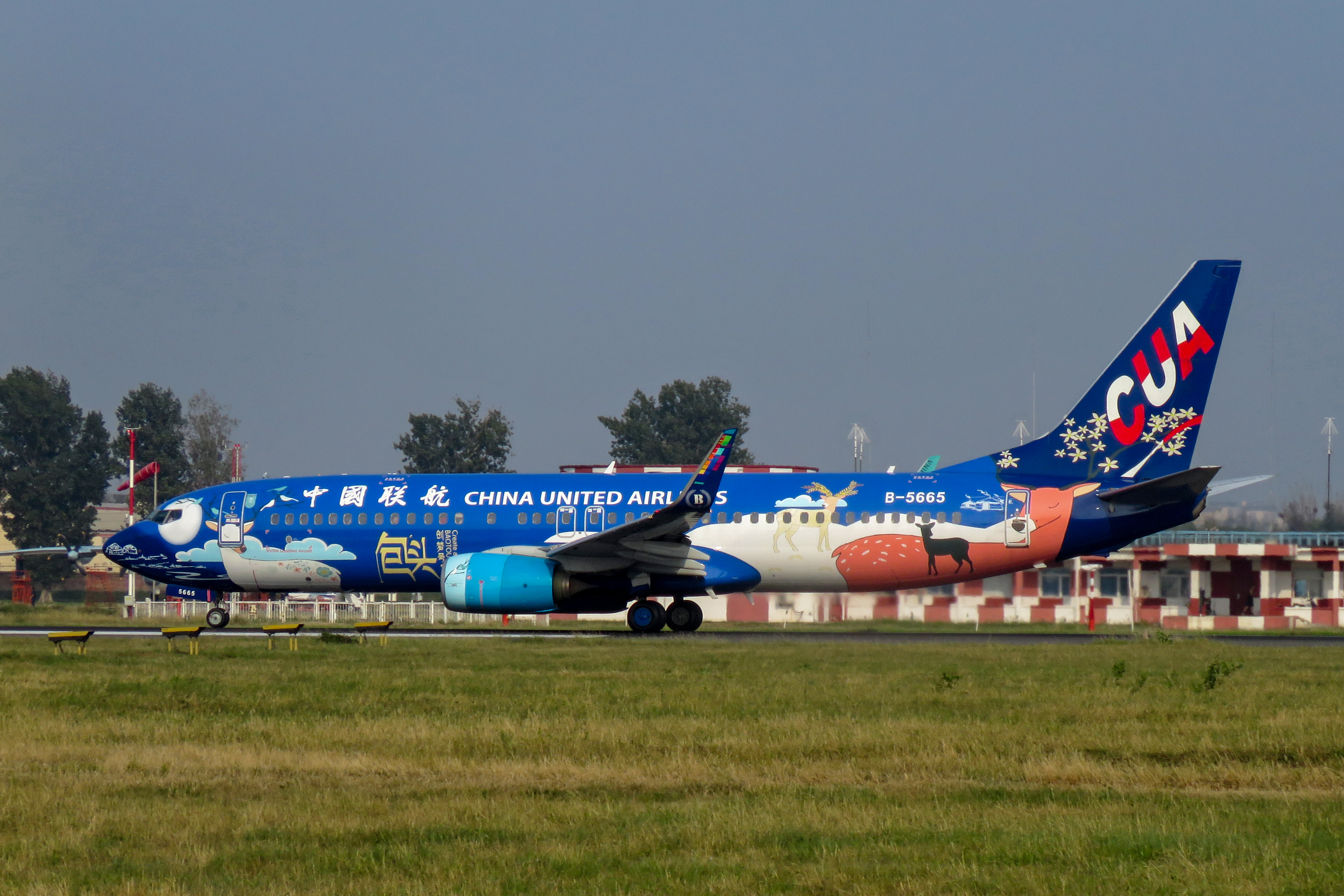
Livrée spéciale "Create a dream - Baotou"